# Lubomír Tesáček
Lubomír Tesáček (né le 9 février 1957 à Austerlitz en Moravie, mort le 29 juin 2011 à Prague) est un athlète tchèque concourant pour la Tchécoslovaquie dans les années 1970 et 1980, spécialiste des courses de demi-fond.

## Biographie
Il remporte le titre du 3 000 mètres lors des Championnats d'Europe en salle de 1984, à Göteborg en devançant dans le temps de 7 min 53 s 16 le Suisse Markus Ryffel et l'Ouest-allemand Karl Fleschen. 

### Palmarès
| Date | Compétition                    | Lieu     | Résultat | Épreuve |
| ---- | ------------------------------ | -------- | -------- | ------- |
| 1984 | Championnats d'Europe en salle | Göteborg | 1er      | 3 000 m |

### Records
| Épreuve | Épreuve   | Performance   | Lieu   | Date            |
| ------- | --------- | ------------- | ------ | --------------- |
| 3 000 m | Plein air | 7 min 46 s 99 | Prague | 30 août 1983    |
| 3 000 m | Salle     | 7 min 48 s 8  | Prague | 28 janvier 1981 |